# Gimnasia en los Juegos Olímpicos de Londres 2012 – Barra fija masculino
El evento de barra fija masculino de gimnasia artística en los Juegos Olímpicos de Londres 2012 tomó lugar el 7 de agosto en el North Greenwich Arena.

## Horario
La hora está en Tiempo británico (UTC+1)
| Fecha                       | Tiempo | Ronda   |
| --------------------------- | ------ | ------- |
| Martes, 7 de agosto de 2012 | 14:00  | Finales |

## Final
| Rank              | Gimnasta         | País                          | Pts. D | Pts. E | Penalidad | Total  |
| ----------------- | ---------------- | ----------------------------- | ------ | ------ | --------- | ------ |
| Medalla de oro    | Epke Zonderland  | Países Bajos (NED)            | 7.900  | 8.633  |           | 16.533 |
| Medalla de plata  | Fabian Hambüchen | Alemania (GER)                | 7.500  | 8.900  |           | 16.400 |
| Medalla de bronce | Zou Kai          | República Popular China (CHN) | 7.900  | 8.466  |           | 16.366 |
| 4                 | Zhang Chenglong  | República Popular China (CHN) | 7.700  | 8.566  |           | 16.266 |
| 5                 | Danell Leyva     | Estados Unidos (USA)          | 7.200  | 8.633  |           | 15.833 |
| 6                 | Jonathan Horton  | Estados Unidos (USA)          | 6.800  | 8.666  |           | 15.466 |
| 7                 | Emin Garibov     | Rusia (RUS)                   | 7.100  | 8.233  |           | 15.333 |
| 8                 | Kim Ji-hoon      | Corea del Sur (KOR)           | 7.100  | 8.033  |           | 15.133 |

- Cuando dos atletas registran la misma puntuación total, el que tiene el puntaje mayor de ejecución termina por delante.

## Clasificación
| Rank | Gimnasta           | Nación                        | Pts. D | Pts. E | Penalidad | Total  | Resultados |
| ---- | ------------------ | ----------------------------- | ------ | ------ | --------- | ------ | ---------- |
| 1    | Epke Zonderland    | Países Bajos (NED)            | 7.500  | 8.466  |           | 15.966 | Q          |
| 2    | Zhang Chenglong    | República Popular China (CHN) | 7.500  | 8.433  |           | 15.933 | Q          |
| 3    | Danell Leyva       | Estados Unidos (USA)          | 7.200  | 8.666  |           | 15.866 | Q          |
| 4    | Fabian Hambüchen   | Alemania (GER)                | 7.000  | 8.633  |           | 15.633 | Q          |
| 5    | Jonathan Horton    | Estados Unidos (USA)          | 6.800  | 8.766  |           | 15.566 | Q          |
| 6    | Emin Garibov       | Rusia (RUS)                   | 7.300  | 8.266  |           | 15.566 | Q          |
| 7    | Zou Kai            | República Popular China (CHN) | 7.400  | 8.133  |           | 15.533 | Q          |
| 8    | Kim Ji-hoon        | Corea del Sur (KOR)           | 7.300  | 8.200  |           | 15.500 | Q          |
| 9    | Kristian Thomas    | Reino Unido (GBR)             | 6.500  | 8.866  |           | 15.366 | R          |
| 10   | John Orozco        | Estados Unidos (USA)          | 6.700  | 8.566  |           | 15.266 | -          |
| 11   | Sam Oldham         | Reino Unido (GBR)             | 6.700  | 8.400  |           | 15.100 | R          |
| 12   | Alexander Shatilov | Israel (ISR)                  | 6.300  | 8.700  |           | 15.100 | R          |